# Alphonse Moutte
Pour les articles homonymes, voir Moutte (homonymie).
Alphonse Moutte, né à Marseille le 4 mars 1840, mort dans la même ville le 21 avril 1913, est un peintre naturaliste français.

## Biographie
Né dans une vieille famille provençale, il suit des cours au lycée Thiers et où il côtoie Horace Bertin, puis à l'École des beaux-arts de Marseille où il a notamment Émile Loubon pour professeur.
Il abandonne la profession de courtier en blé pour poursuivre l'apprentissage de son art à Paris et travaille dans l'atelier d'Ernest Meissonier. Le 26 juin 1886 il est le témoin du mariage à Marseille entre Eléonore Verminck,artiste peintre, avec Oleg Eugène Tripet-Skrypitzine, fils de Eugène Tripet et de la princesse russe Alexandra Feodorovna Skrypitzine propriétaires de la villa Alexandra à Cannes.
De retour à Marseille en 1891, il succède en 1895 à Dominique Antoine Magaud comme directeur de l'École des beaux-arts de Marseille. Cette ville et sa région lui offrent ses principaux sujets d'inspiration.
Il devient une personnalité en vue ; ses tableaux ornent les musées régionaux. Il peint des portraits, des scènes de genre et des vues du port de Marseille qui sont des témoignages de la vie marseillaise de son temps : son tableau Le débarquement des blés à Marseille est l'un des plus évocateurs.
Il expose au Salon des artistes français de 1869 à 1913 et obtient plusieurs récompenses : médaille de 3e classe en 1881 pour Un coin de plage du Prado le matin et une autre de 2e classe en 1882 pour Le déjeuner des pêcheurs.
Il reçoit respectivement une médaille d'argent et une de bronze aux Expositions universelles de 1889 et 1900.
En 1892 il est nommé membre de l'Académie de Marseille et en 1893 il est décoré de la Légion d'honneur.
Il meurt à Marseille le 21 avril 1913 dans sa propriété, Traverse de la Croix de Fer.
Un boulevard porte son nom dans le 13e arrondissement de Marseille (quartier Saint-Just).

## Œuvres
- Musée des beaux-arts de Béziers : La Chevrière
- Musée de Grenoble : Au coin du feu[9]
- Musée des beaux-arts de Marseille : 
  - Le Déjeuner des pêcheurs ou La Régalade[10] : au centre un pêcheur debout, en sabots et bas de forçat, coiffé d'un béret catalan, boit à la régalade ; à gauche un mousse agenouillé souffle sur un petit fourneau pour attiser le feu tandis que trois autres pêcheurs assis se disposent à déjeuner. Sur la droite une tartane aux voiles affalées est attachée au rivage. Les îles du Frioul se distinguent à l'horizon.
  - Le Débarquement des blés à Marseille[11] : Pour réaliser cette toile Moutte loue une boutique sur le quai de Rive-Neuve afin de mieux reproduire cette scène[12].
  - Coin de plage du Prado : un porteur de poissons court pieds nus sur le sable pour livrer sa pêche. Pour réaliser ce tableau l'artiste est chaque matin sur cette plage pour peindre son tableau[13].
- Académie de Marseille : Autoportrait
- Musée de la Marine (Marseille) : Déchargement d'un brick à Marseille ; Les ports de Marseille (vue depuis les jardins du Pharo)
- Musée Fabre, Montpellier : Pêcheurs catalans aux environs de Marseille.
- Musée des beaux-arts de Nantes : La Chanson du fouet[14]

## Galerie

Œuvres d'Alphonse Moutte
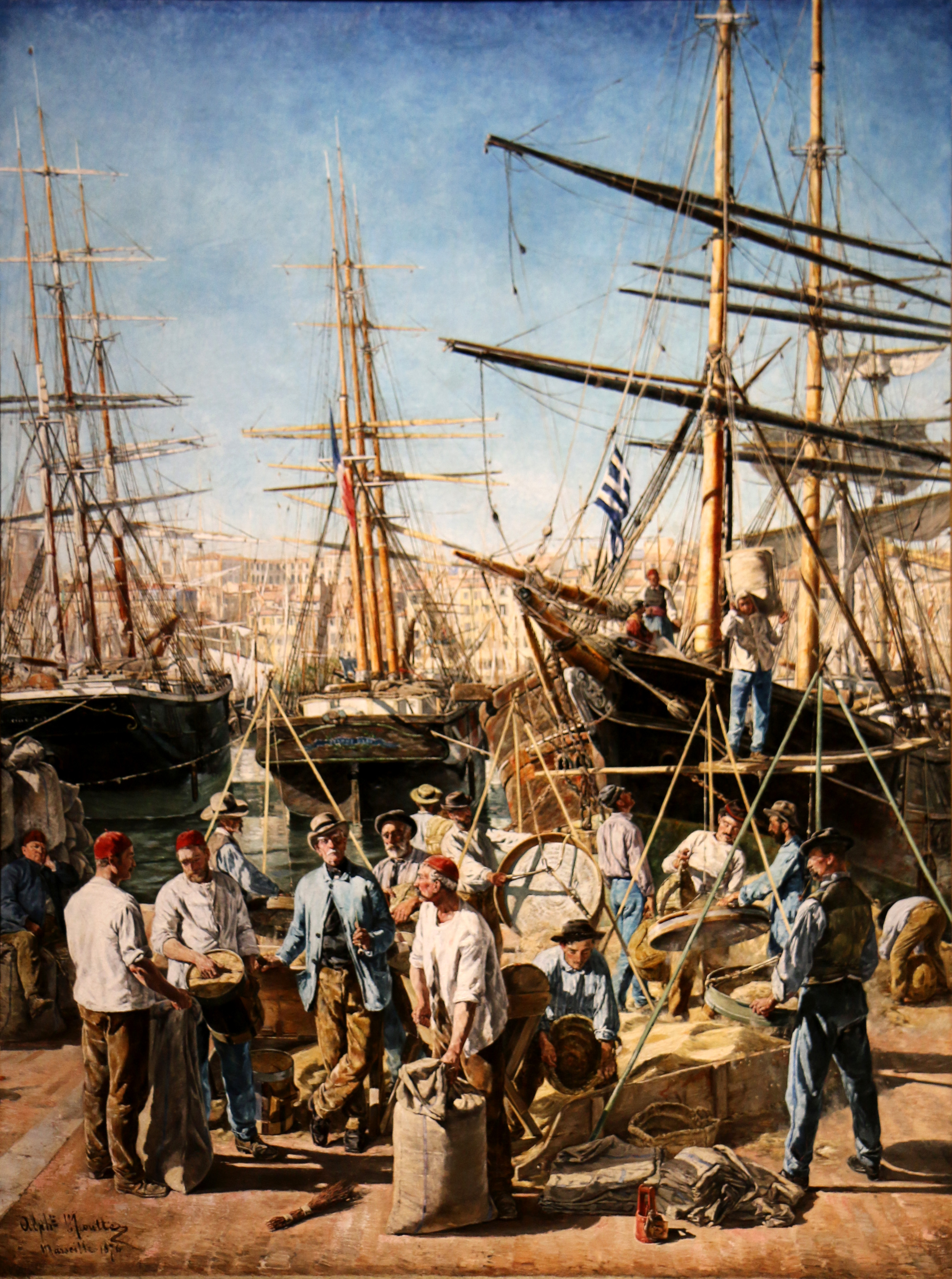
Le Débarquement des blés à Marseille, musée des beaux-arts de Marseille.
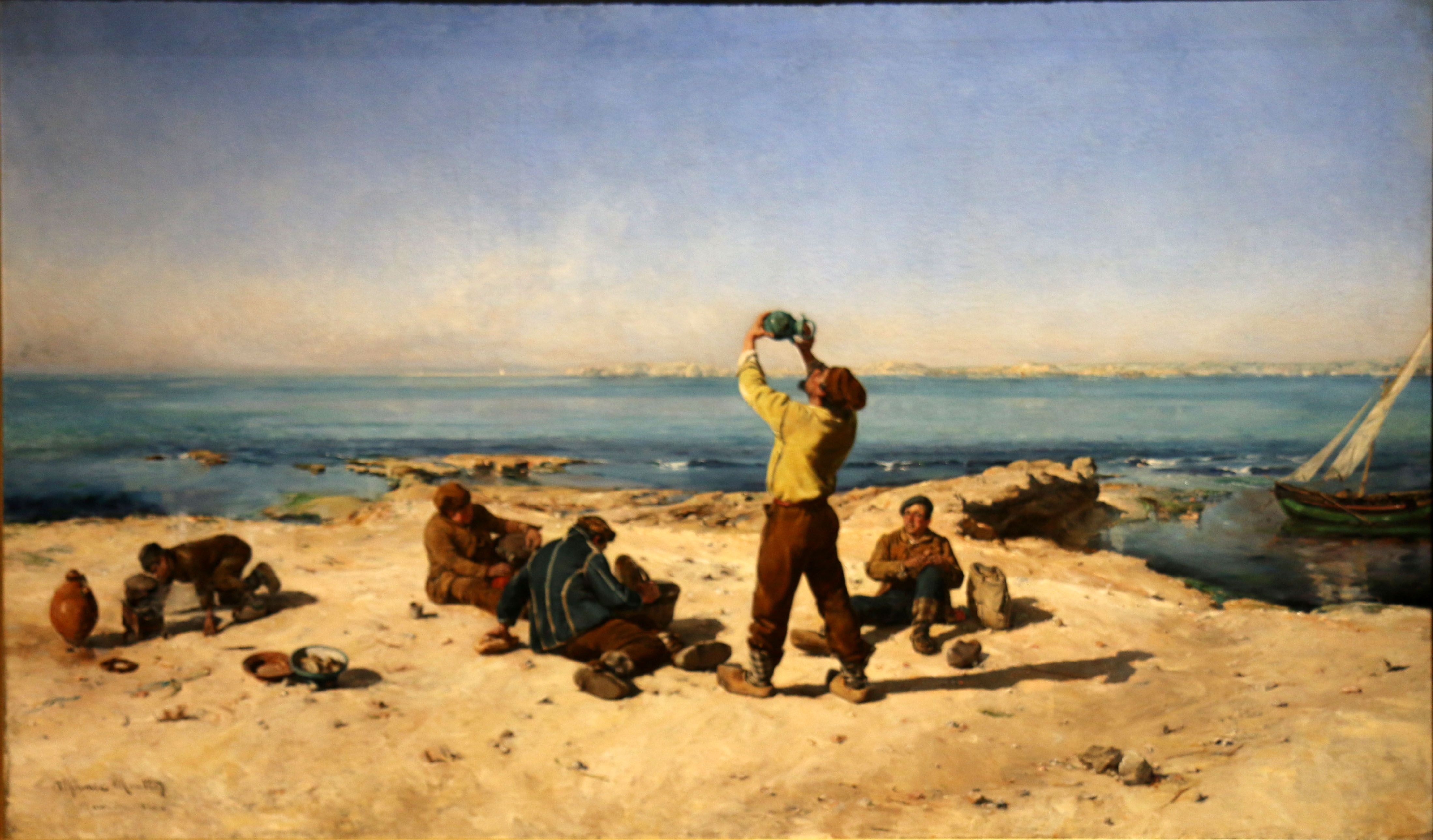
La Régalade, musée des beaux-arts de Marseille.
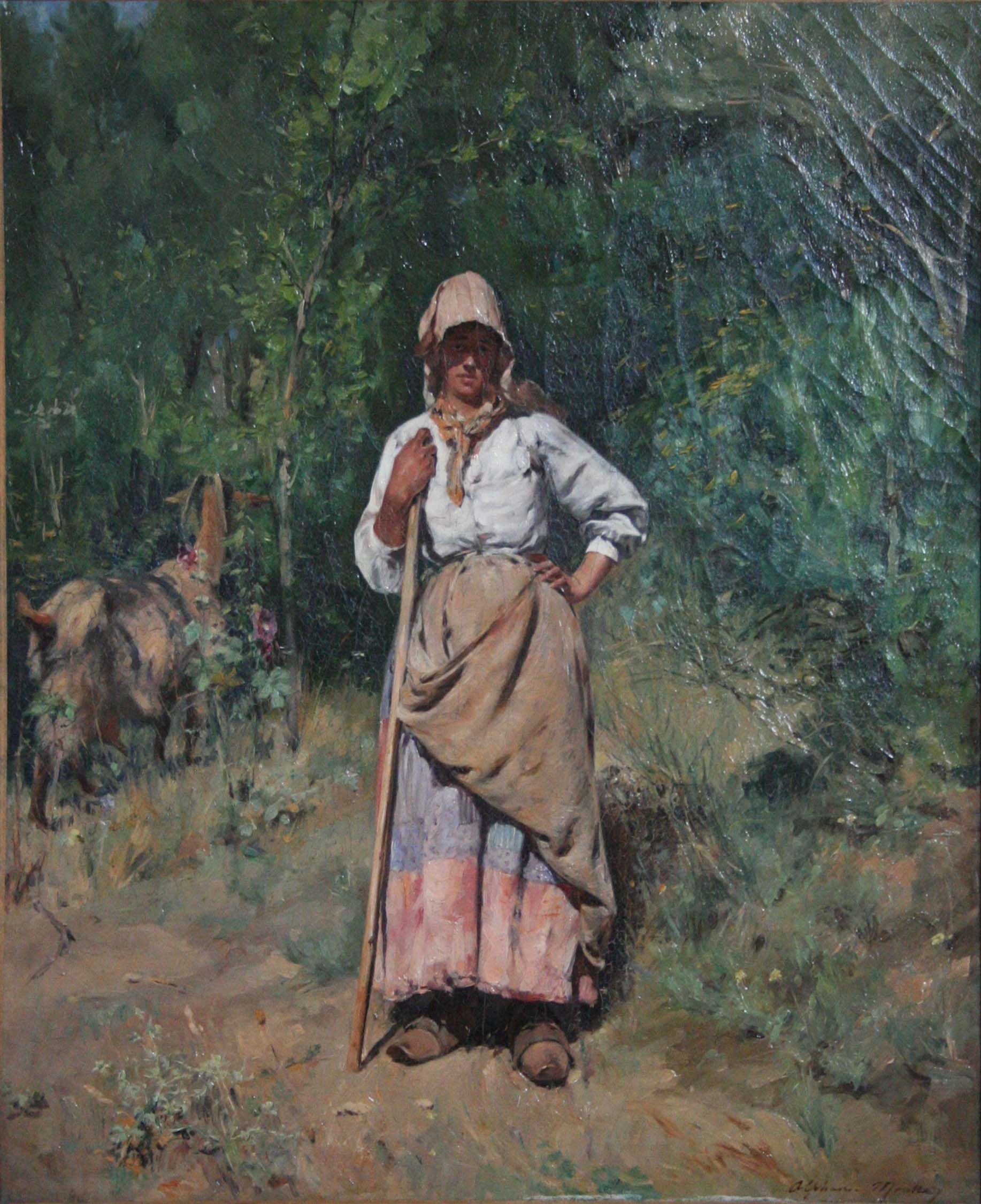
La Chevrière, musée des beaux-arts de Béziers.
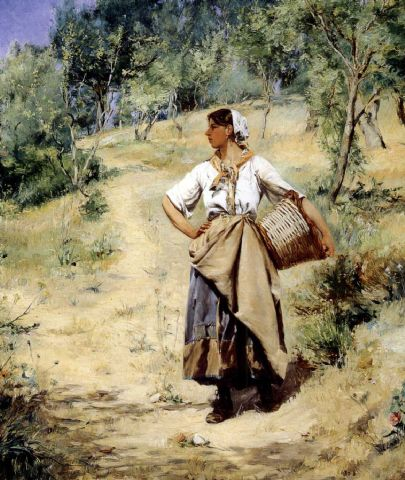
Lavandière 1882.
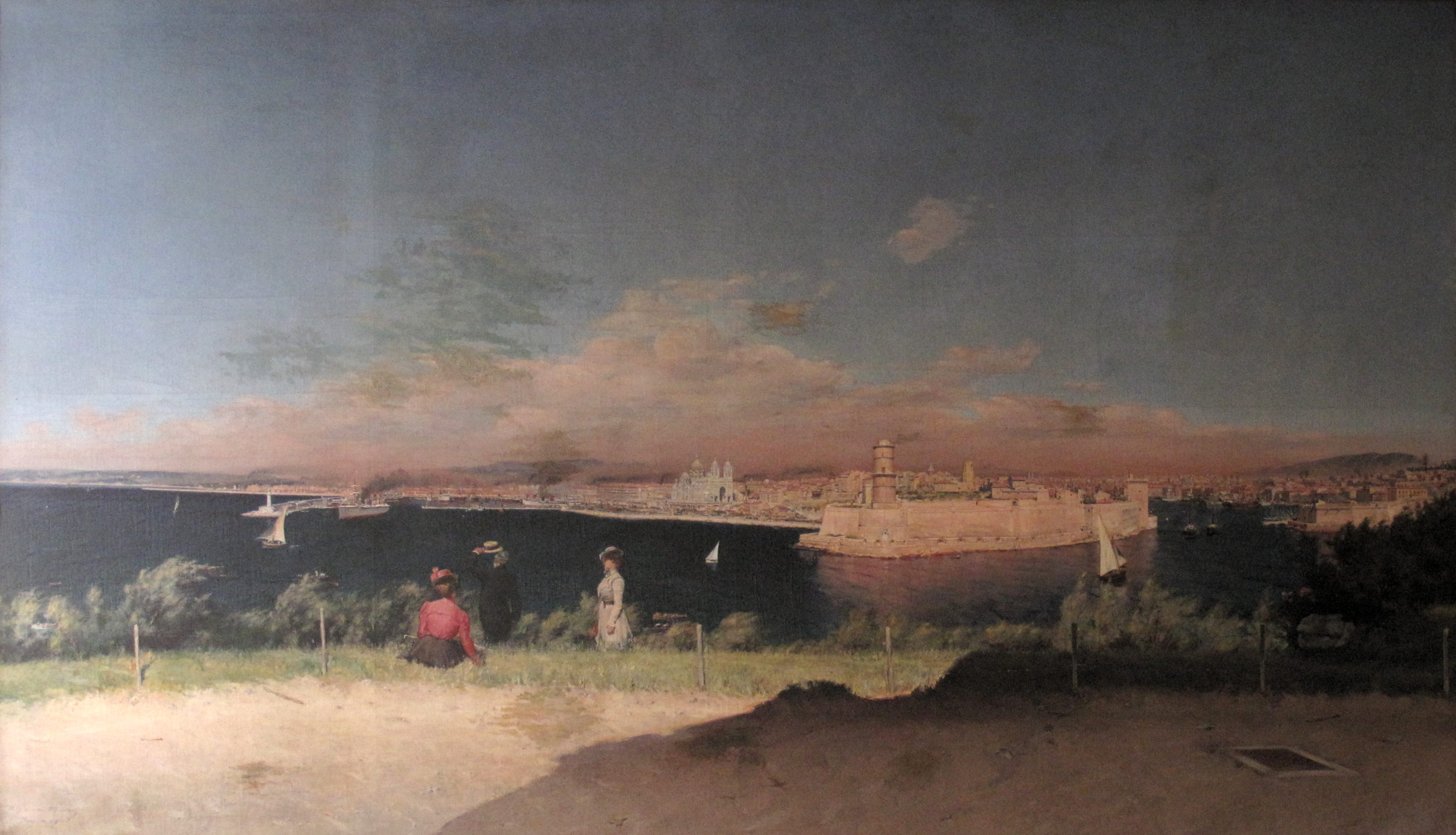
Les Ports de Marseille (1900), musée de la Marine de Marseille.
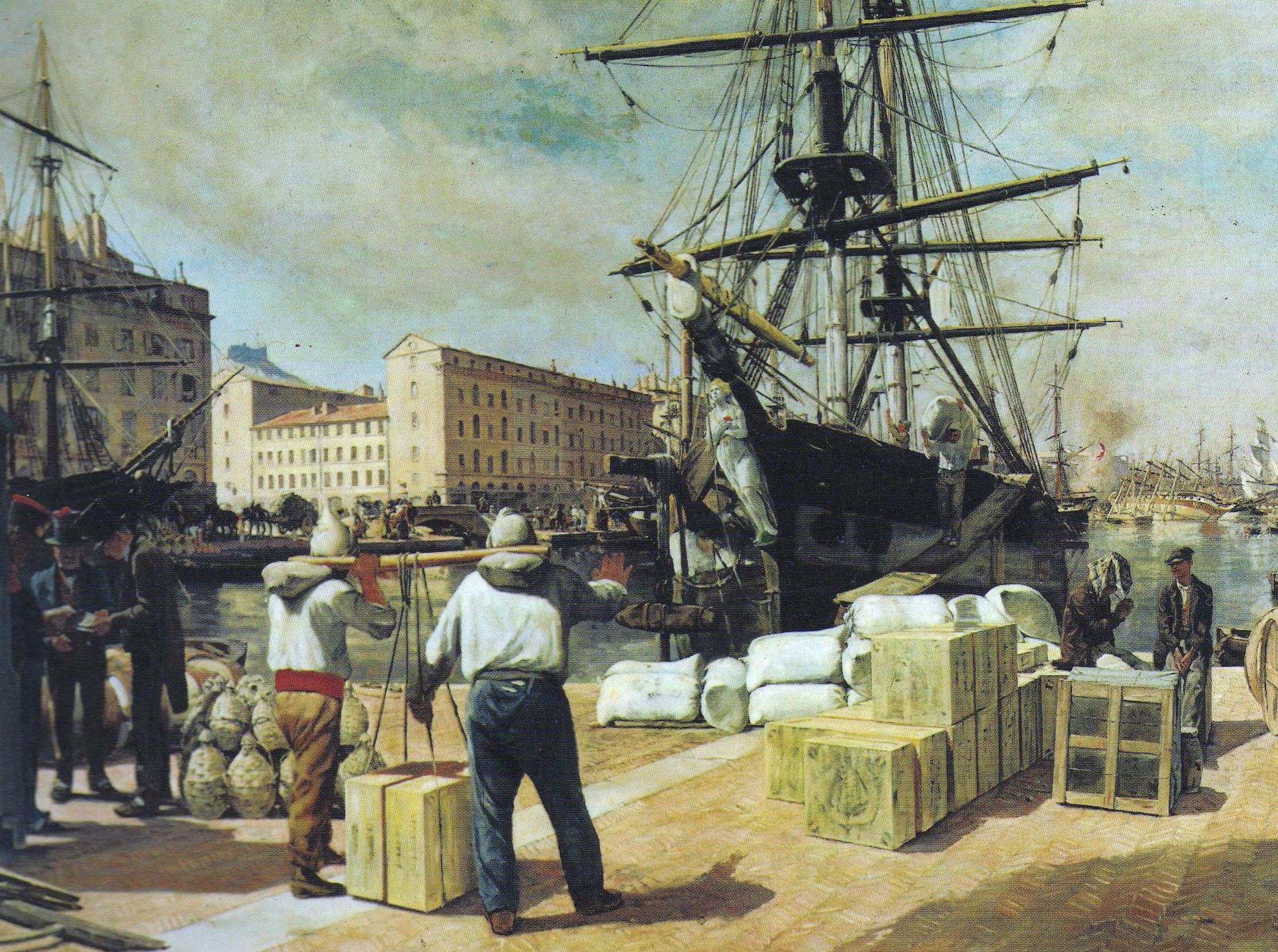
Déchargement d'un brick à Marseille (1876), Chambre de Commerce de Marseille.